# 5412 Роу
5412 Роу (5412 Rou) — астероїд головного поясу, відкритий 25 вересня 1973 року.
Тіссеранів параметр щодо Юпітера — 3,474.